# Mac Blu-ray Player
Macgo Mac Blu-ray Player est un logiciel dont la première version a été publiée en 2011 par Macgo, il permet la lecture des disques Blu-ray et DVD ainsi que d'autres formats de média. Des versions d'essai, gratuites, sont disponibles pour les plates-formes Mac et Windows (Macgo Windows Blu-ray Player).

## Caractéristiques
- Format : Téléchargement de multimédias pour DVD, MP4 et toute sorte de format, Lecteur vidéo
- Version récente : 2.10.10
- Taille: 45.1 MB
- Licence: Shareware
- Langue: Multilingue
- Systèmes supportés: Mac OS X 10.6 - 10.9.5/10.10 (Windows à partir de XP SP2)
- Editeur: Macgo[1]
- Date de publication: 2011

## Fonctions Principales
Ce logiciel offre les fonctionnalités suivantes :
- Lecture des Blu-ray et de DVD depuis un disque, une image ISO ou un dossier
- Lecture de nombreux formats de fichiers
- Accélération matérielle sur Mac (technologie BluFast MX)
- Support du format audio DTS5.1
- Lecture de Blu-ray sur iPhone, iPad, et iPod touch (technologie AirX)

## Plates-formes Supportés
- Mac : OS X 10.6 - 10.9.5/10.10
- Windows : à partir de XP SP2

## Média Formats Supportés

### Video
```
   BD (disque Blu-ray), ISO de Blu-ray, DVD, Video CD, VCD, AVI, ASF, WMV, MP4, MOV, 3GP, Matroska (MKV), FLV (Flash), RMVB, Raw DV
```

### Audio input
```
   WMA, WAV (y compris DTS), Audio CD (mais pas DTS-CD), MPEG (ES,PS,TS,PVA,MP3), Raw Audio: DTS, AAC, AC3, A52
```